# Les Bordes-Aumont
Bordes-Aumont – miejscowość i gmina we Francji, w regionie Grand Est, w departamencie Aube.
Według danych na rok 1990 gminę zamieszkiwało 288 osób, a gęstość zaludnienia wynosiła 52 osoby/km².